# Europese weg 32
De Europese weg 32 is een Europese weg die loopt van Colchester naar Harwich. De E32 ligt geheel in het Verenigd Koninkrijk, is in totaal 31 km lang en volgt geheel de A120. De E32 is de kortste 2-cijferige E-weg.